# 콜롬비아사탕수수쥐
콜롬비아사탕수수쥐 또는 갈색사탕수수쥐(Zygodontomys brunneus)는 비단털쥐과 아메리카사탕수수쥐속에 속하는 설치류의 일종이다. 콜롬비아에서만 발견된다.